# Ladislav Škorpil
Ladislav Škorpil (Hradec Králové, 6 giugno 1945) è un allenatore di calcio ed ex calciatore ceco, di ruolo difensore.

## Palmarès

### Giocatore
- Campionato cecoslovacco: 1

Hradec Králové: 1959-1960

### Allenatore
- Campionato ceco: 1

Slovan Liberec: 2001-2002
- Coppa della Repubblica Ceca: 1

Slovan Liberec: 1999-2000